# 국도 제266호선 (미국)

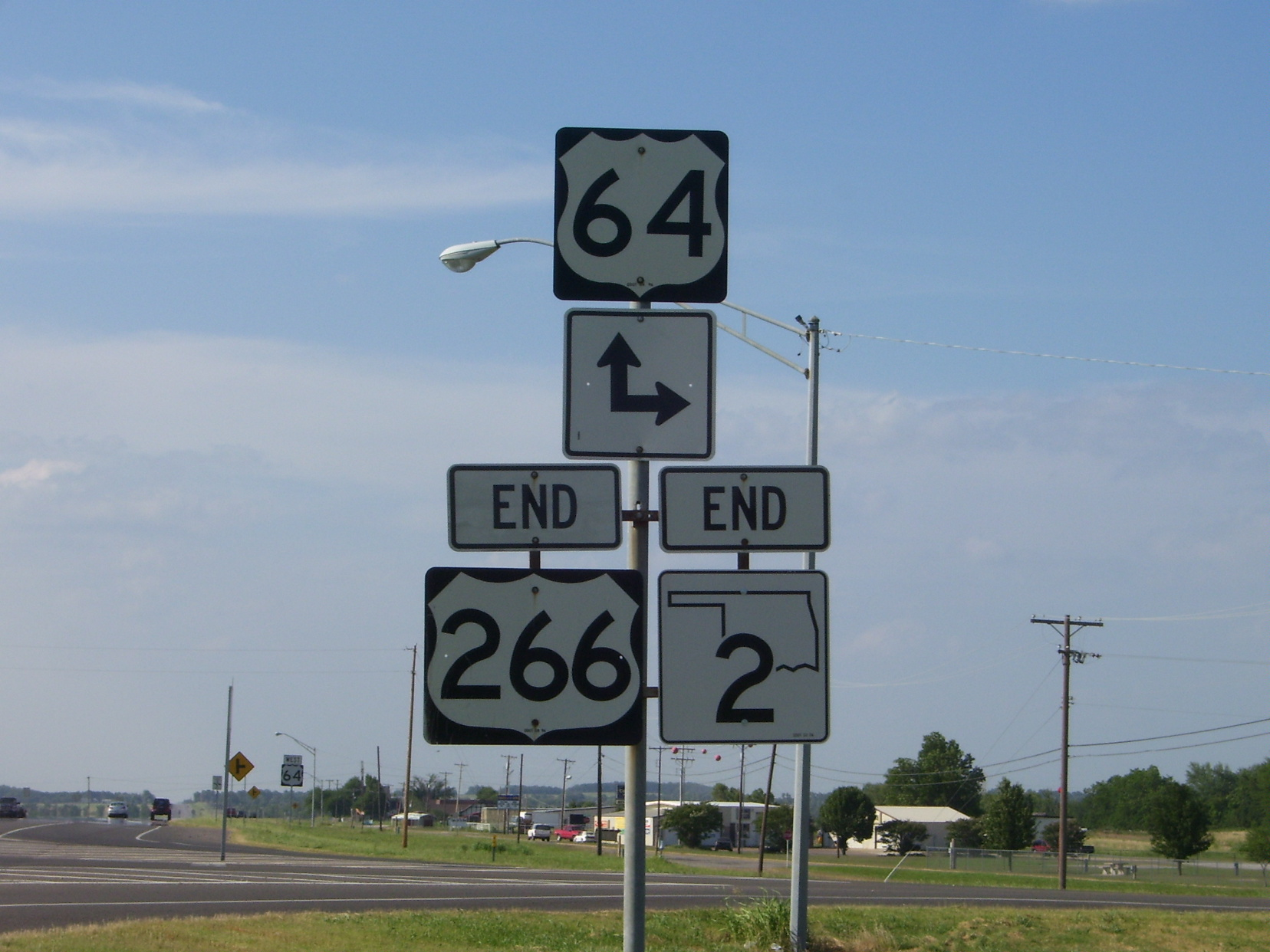
워너에서는 미국 64번 국도와 교차하고 있다. 해당 국도의 동쪽 끝이 미국 266번 국도의 종점이다.

국도 제266호선(U.S. Route 266)은 미국 오클라호마주의 동서를 관통하고 있는 미국의 일반 국도이며, 헨리에타에서 워너까지 이어준다. 총 연장은 43.1 mi로 이루어져 있다. 현재는 미국 66번 국도의 지선 도로로 적용된다. 다만 이 노선 전체가 주간고속도로 제40호선과 함께 병주하고 있는 상태를 가지고 있다.

## 접촉 가능한 도로
- 헨리에타 : 국도 제75호선, 국도 제62호선
- 워너 : 국도 제64호선

## 관련 국도
- 국도 제66호선
- 국도 제166호선